# Innovazione
L'innovazione è la dimensione applicativa di un'invenzione o di una scoperta.
L'innovazione riguarda un processo o un prodotto che garantisce risultati o benefici maggiori apportando quindi un progresso sociale, anche se a volte non sempre efficaci e migliorativi rispetto a ciò che va ad innovare.
Il cambiamento che porta invece a un peggioramento delle condizioni sociali non è innovazione, ma "regresso". La mancanza di innovazione, a prescindere da come sia giudicata, invece si può pensare come "tradizionalismo, conservatorismo".

## Descrizione
L'innovazione è l'implementazione di un prodotto o di un servizio nuovo o significativamente migliorato, o di un processo, un nuovo metodo di marketing o un nuovo metodo organizzativo in ambito di business, luogo di lavoro o relazioni esterne. Fu l'economista austriaco Joseph A. Schumpeter, già nel 1911, ad introdurre la differenza fondamentale tra invenzione, che non necessariamente comporta l'introduzione sul mercato di un nuovo prodotto o processo, e l'innovazione.
Con attività di innovazione si intendono tutti i passaggi scientifici, tecnologici, organizzativi, finanziari e commerciali volti all'implementazione dell'innovazione. Alcune attività di innovazione sono esse stesse innovative, altre invece non sono nuove, ma sono necessarie per l'implementazione dell'innovazione, come ad esempio la Ricerca e sviluppo non legata ad una specifica innovazione.
Il perfezionamento o sviluppo può riguardare un processo di produzione (prodotto con migliori caratteristiche, che richiede meno componenti, meno inquinante), un servizio (rendendolo più efficiente e utile), la creazione di un oggetto artistico (statua, disegno, quadro, fotografia che ispira un sentimento più piacevole, ...), una tecnica medica (cura che porta migliore salute), una melodia, un nuovo tipo di cibo (più gustoso e invitante), una logica filosofica o spirituale (nuovo modo di vedere il mondo e gli avvenimenti che aiuta l'uomo).
L'innovazione non è limitata all'ambito tecnico: l'innovazione esiste in ogni settore, ma viene spesso legata alla tecnologia sotto forma di progresso tecnico, il quale a sua volte basa il suo fondamento sul progresso scientifico. La tecnologia, a sua volta, è il mezzo più importante per migliorare le condizioni di vita della persona: fa guadagnare terreno nel cammino verso la gioia di vivere. L'analisi delle innovazioni dimostra che i miglioramenti sono piccoli nel tempo, ma sono anche continui: un breve passo alla volta che, perseverando nella camminata, porta lontano.
Motore dell'innovazione è l'Etica, cioè il desiderio sincero e forte di servire l'uomo (produrre qualcosa di buono e di bello); quando questo sentimento è limitato a se stessi, la capacità innovativa risulta minore. Innovatore è colui che riesce a sognare qualcosa di diverso, di migliore per tutti, portandosi oltre quanto compreso finora.
L'innovazione ha un riferimento stretto con il mercato economico, cioè con i fruitori del prodotto innovato: se questi non sono sufficientemente evoluti non sono in grado di comprenderla e di apprezzarla. L'innovazione, rendendo il processo migliore, genera maggiore competitività: è il sogno di qualcosa di migliore che si traduce in benessere generale. Sensibilità e attenzione all'innovazione sono la chiave della competitività. L'innovazione in tale ambito è anche una spinta al consumo e quindi alla domanda di beni in grado di stimolare la crescita economica all'interno di un'economia di mercato.
L'innovazione è la risposta ad un bisogno e da questo dipende il suo successo, una formula per un'innovazione di successo prevede tre ingredienti: la soddisfazione di un bisogno, la tecnologia (attraverso cui si realizza) e la democratizzazione (maggiore la fruibilità della soluzione, maggiore il suo successo), così come spiegato da Tommy Tovel.
L'innovazione libera l'uomo dai vincoli che ne condizionano il livello culturale e spirituale.
La storia dell'evoluzione umana dimostra che una delle forme più importanti di innovazione è quella che diminuisce i tempi di lavoro migliorando comunque la qualità e la quantità dei prodotti. Questo miglioramento ha liberato spazi che l'uomo può dedicare all'aumento delle consapevolezza e al perfezionamento spirituale.
Le società, quando raggiungono un sufficiente grado di evoluzione, riservano un posto importante all'innovazione nei loro diritti legali, proteggendo quest'ultima con accorgimenti giuridici tutelanti (es. Brevetto). Anche questo è un elemento di valutazione del grado di sviluppo di un Paese: evoluzione tecnologica e evoluzione culturale sono infatti intimamente connesse. Quando il livello culturale regredisce per ragioni esterne alla società (catastrofi naturali) o sociali (rivoluzioni), declina anche l'innovazione.
I Territori
La Geografia della innovazione studia il rapporto tra territori e innovazione.

## Relazione consumatori - innovazione
I sociologi studiano le reazioni dei consumatori alle innovazioni. In particolare Everett Rogers distingue cinque tipi di innovatori per quanto riguarda prodotti in ambito tecnologico:
- Consumatori di primo tipo: sono disposti a rischiare comprando immediatamente una novità. Sono generalmente giovani appassionati che appartengono a classi sociali alte.
- Consumatori di secondo tipo: sono una categoria di intenditori che preferiscono aspettare il tempo necessario a raccogliere maggiori informazioni su quella determinata innovazione. Sono di solito giovani appartenenti a classi sociali elevate, però più consapevoli e attenti dei primi riguardo al denaro. Sono considerati opinion maker.
- Consumatori di terzo tipo: sono la maggioranza della popolazione, di stato sociale medio, che acquista il prodotto ormai largamente diffuso.
- Consumatori di quarto tipo: sono scettici riguardo alle novità, appartengono a classi sociali basse e per acquistarle attendono che tutti (o quasi) ce l'abbiano.
- Consumatori di quinto tipo: coloro che esprimono una forte avversione al cambiamento. Generalmente sono persone anziane di ceto sociale basso che si fidano esclusivamente delle opinioni dei familiari.

## Tipi di innovazioni
Dobbiamo distinguere innovazione incrementale e innovazioni dirompenti

### Innovazione incrementale
Le innovazioni incrementali sono delle innovazioni con miglioramenti modesti, graduali e continui di tecniche o prodotti esistenti. L'innovazione incrementale non cambia radicalmente le dinamiche di un settore, né richiede un cambiamento nel comportamento degli utenti finali.
L'innovazione incrementale non altera le condizioni di utilizzo né lo stato dell'arte, ma apporta un miglioramento significativo. Spesso è il risultato del desiderio dell'azienda di mantenere il proprio vantaggio tecnologico rispetto ai suoi concorrenti.
Si parla anche di una leggera innovazione incrementale, "miglioramento del prodotto".

### Innovazione radicale o di rottura
L'innovazione che sfida i benchmark degli acquirenti e cambia radicalmente il comportamento dei consumatori.
L'innovazione radicale conduce molto spesso ai comportamenti di resistenza dalla parte dei consumatori. Il dott. Biagio Di Franco ha analizzato questo fenomeno e ha dimostrato che si tratta di un processo a catena sotto forma di spirale, chiamata Spirale della Resistenza all'innovazione.
Esempio d'innovazione radicale: la macchina da stampa, il passaggio del motore a vapore al motore a scoppio, dal telegrafo al telefono fisso (1877), l'apparizione del computer.

## Dan Breznitz
Dan Breznitz nel suo saggio Innovation in Real Place distingue quattro tipi di innovazione:
- la creazione di un nuovo oggetto, procedura o azione ex nihilo.
- innovazione di progettazione.
- innovazione di un prodotto di seconda generazione.
- innovazione della catena di montaggio per la produzione.[2]

## Politiche per l'innovazione e la ricerca
Intorno agli anni 50' nelle imprese esistevano due principali approcci di ricerca e sviluppo, uno di questi è il science push, in base al quale l’innovazione presenta un percorso lineare che partiva dalla scoperta scientifica per arrivare al marketing; l’altro tipo di approccio è il demand pull, qui l’innovazione era guidata dai problemi suggeriti dai cliente, indirizzando così il lavoro dei ricercatori in base ai loro feedback. Per rafforzare la relazione tra ricerca universitaria e sviluppo di innovazioni, molte università hanno istituito delle apposite strutture che favoriscono il trasferimento tecnologico per l’applicazione commerciale delle innovazioni.
Pertanto, data l'importanza che l'innovazione riveste nella competitività delle imprese e delle nazioni, da tempo gli Stati hanno intrapreso politiche volte a stimolare processi di innovazione nelle aziende, con incentivi volti al finanziamento della ricerca e al miglioramento del capitale umano. L'Unione europea ha avviato da anni specifiche politiche di sostegno, tramite programmi quadro per rafforzare la ricerca e l'innovazione negli Stati membri. In particolare, nel vertice di Lisbona del 2000, per migliorare la competitività dei Paesi europei, è stato deciso che essi portassero la propria spesa per ricerca e innovazione al 3% del PIL.
In un'economia in rapido cambiamento, l'innovazione continua è una necessità. Le aziende che non riescono a sviluppare nuovi prodotti diventano vulnerabili al cambiamento delle esigenze e dei gusti dei clienti, alla riduzione dei cicli di vita dei prodotti, all'aumento della concorrenza interna ed estera e, in particolare nuove tecnologie.